# 55 př. n. l.

## Události
- Gaius Julius Caesar se poprvé přeplavil s dvěma legiemi do Británie.

## Narození
- ? – Marcus Verrius Flaccus, římský učitel, vychovatel a gramatik († asi 20)

## Úmrtí
- ? – Titus Lucretius Carus, římský básník a filosof (* okolo 97 př. n. l. sebevražda)
- ? – Tygranés Veliký, král starověké Arménie (* 140 př. n. l.)

## Hlavy států
- Parthská říše – Mithradatés III.? (58/57 – 56/55 př. n. l.) + Oródés II. (58/57 – 38 př. n. l.)
- Egypt – Ptolemaios XII. Neos Dionýsos (80 – 51 př. n. l.)
- Čína – Suan-ti (dynastie Západní Chan)